# Japán szardella
A japán szardella (Engraulis japonicus) a sugarasúszójú halak (Actinopterygii) osztályának heringalakúak (Clupeiformes) rendjébe, ezen belül a szardellafélék (Engraulidae) családjába tartozó faj.

## Előfordulása
A japán szardella a Csendes-óceán nyugati részén él. Elterjedési területe a Szahalin-sziget déli részétől és Japán csendes-óceáni partjától Tajvanig terjed. Ritkábban megtalálható a Fülöp-szigetek és az indonéziai Celebesz-sziget vizeiben is.

## Megjelenése
Ez a halfaj általában 14 centiméter hosszú, de akár 18 centiméteresre is megnőhet. Legfeljebb 45 gramm testtömegű. Igen hasonlít az európai Engraulis encrasicolusra.

## Életmódja
A japán szardella a nyílt tengereket kedveli, mélyen beúszik az óceánba, akár 1000 kilométerre is a parttól. Általában 0–400 méteres mélységek között található meg. Nagy rajokban él. Tápláléka kis rákok, ezek lárvái és egyéb tengeri állatok lárvái. Tavasszal és nyáron északabbra vándorol.
Legfeljebb 4 évig él.

## Felhasználása
A japán szardellát ipari mértékben halásszák. Csalétekként, tenyésztett halak táplálékaként; üzletekben frissen, sózva és olajban is fogyasztják.
Néha ciguatera-mérgezést okozhat.